# The Outcasts of Poker Flat (pel·lícula de 1937)
The Outcasts of Poker Flat és una pel·lícula western estatunidenca de 1937 dirigida per Christy Cabanne i escrita per John Twist i Harry Segall. La pel·lícula és protagonitzada per Preston Foster, Jean Muir i Van Heflin, i es va estrenar el 16 d'abril de 1937 per RKO Pictures.
El guió es basa en el conte The Outcasts of Poker Flat de Bret Harte, que s'ha portat al cinema diferents vegades, incloent una versió el 1919 amb Harry Carey i una altra versió el 1952 amb Dale Robertson.

## Argument
Un pistoler i jugador, John Oakhurst acaba tenint cura d'una nena la mare de la qual mor en el part. Decideix anomenar-la "Luck" i busca la nova mestra Helen Colby i el reverend Sam Woods per donar un bon exemple a la noia.
La Luck creix i Poker Flat es converteix en una ciutat en auge. Un dia, mentre en John i el reverend es barallen per l'element dolent que en John i la seva parella, la duquessa, permeten a la seva casa d'atzar, la Luck acaba jugant a cartes amb Sonoma, un proscrit de la llei. Un John furiós esclata contra l'Helen, sentint que se suposava que havia de vigilar la Luck en aquell moment. Helen decideix marxar de la ciutat, però la Luck la convenç que en John l'estima.
Decidit a convertir-se en un home millor, en John es nega a ser induït a un enfrontament per en Sonoma, almenys fins que la duquessa se'n burla, i després mata Sonoma i un altre home. Un grup de vigilants ordena a John i a la duquessa que surtin de la ciutat i l'Helen els acompanya. Els seus cavalls són robats i, a les muntanyes a l'hivern, la duquessa mor congelada. Helen gairebé mor, però just quan la Luck puja per rescatar-la, descobreixen que en John, sentint-se culpable pel que ha fet, s'ha tret la vida.

## Repartiment
- Preston Foster com John Oakhurst
- Jean Muir com Miss Helen Colby
- Van Heflin com reverend Sam Woods
- Virginia Weidler com Luck
- Margaret Irving com la duquessa
- Frank M. Thomas com Mr. Bedford
- Si Jenks com Kentuck
- Dick Elliott com Stumpy Carter
- Al St. John com oncle Billy
- Bradley Page com Sonoma
- Richard Lane com High-Grade
- Monte Blue com Jim
- Billy Gilbert com Charley